# Kathedrale von Zacatecas

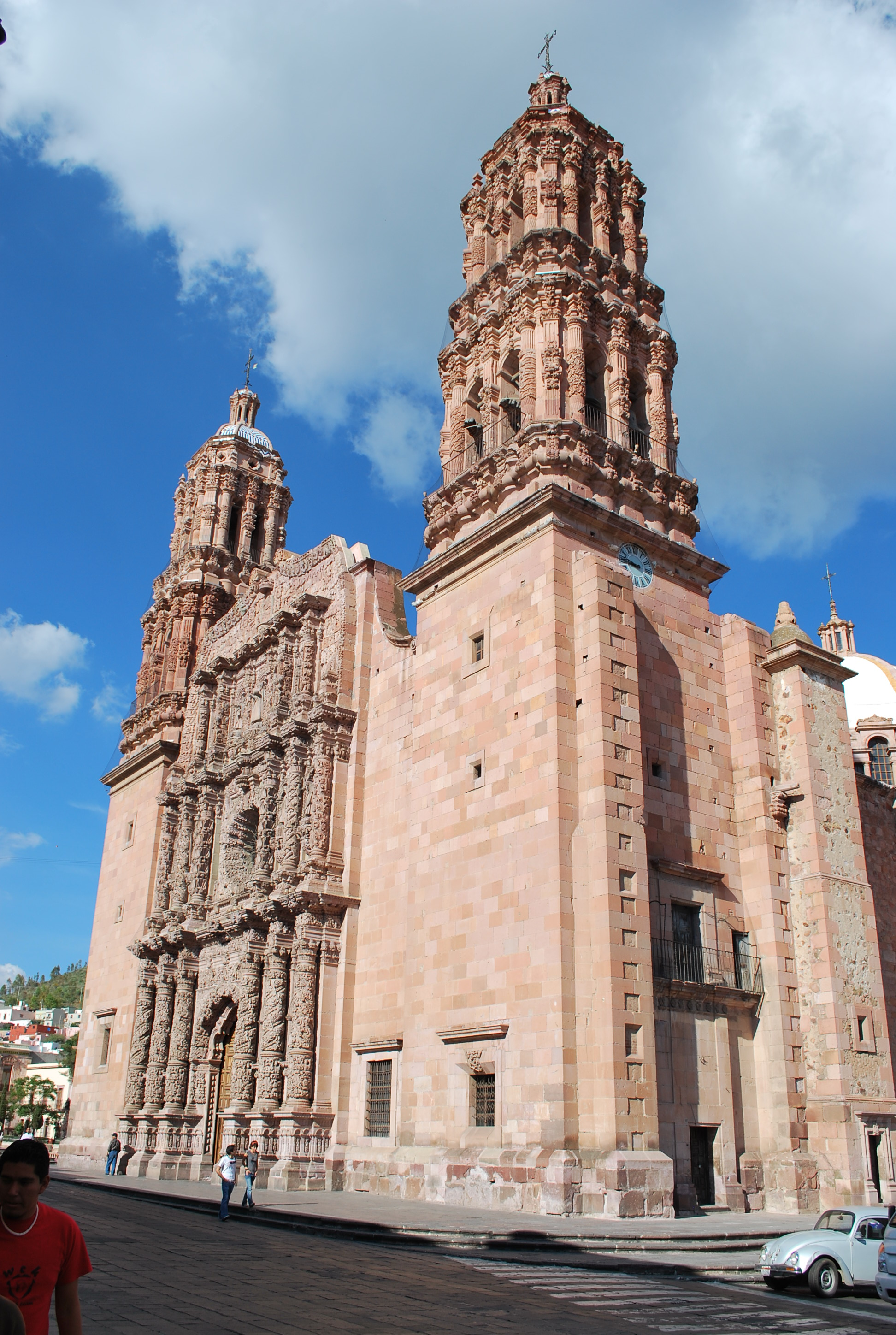
Fassade der Kathedrale

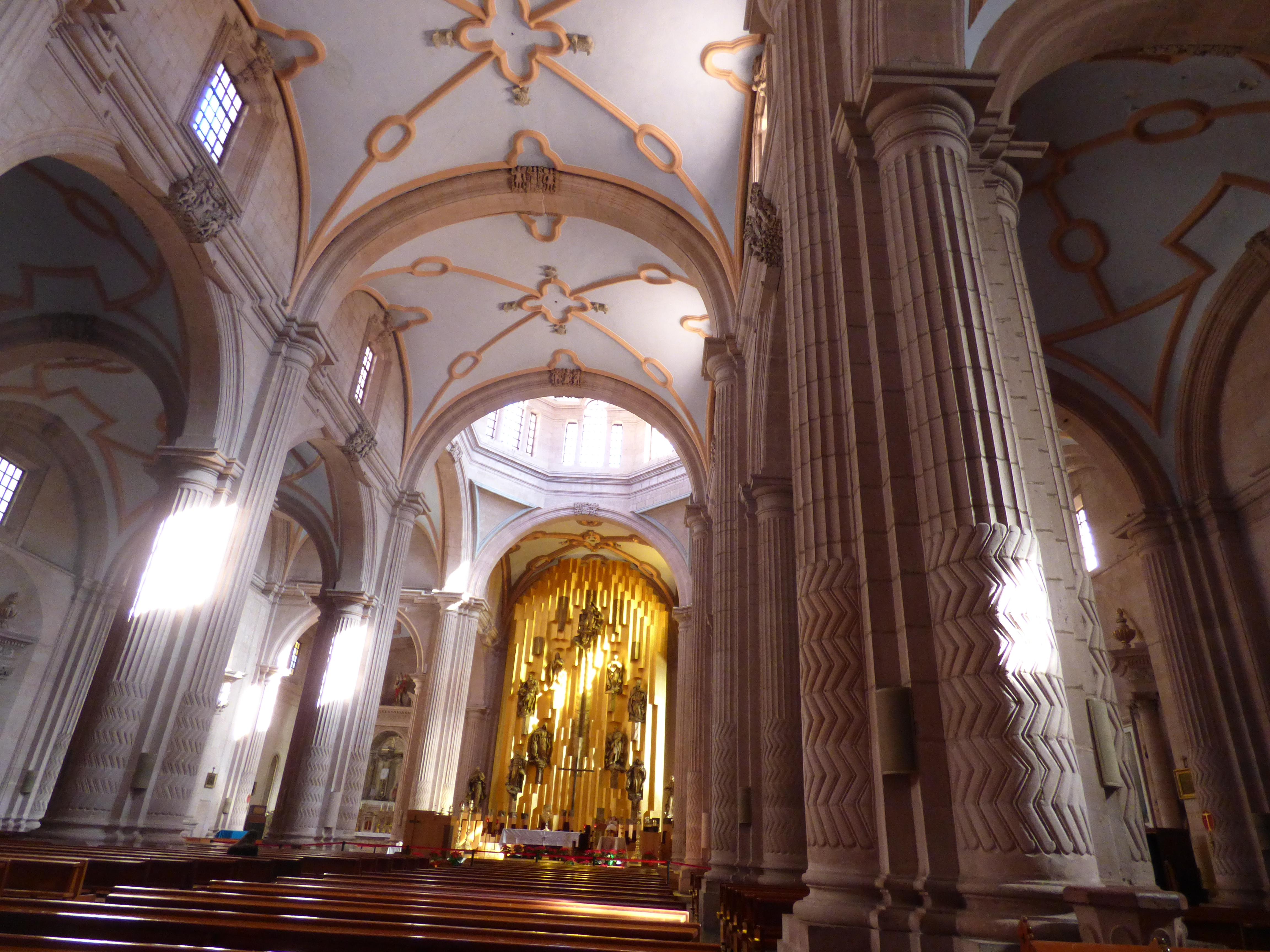
Innenraum

Die Kathedrale von Zacatecas oder Kathedralbasilika Mariä Himmelfahrt (spanisch Catedral Basílica de Nuestra Señora de la Asunción) ist eine römisch-katholische Kirche in Zacatecas, Hauptstadt des gleichnamigen mexikanischen Bundesstaates. Die Kathedrale des Bistums Zacatecas ist mit der Anrufung Mariä Himmelfahrt trägt zusätzlich den Titel einer Basilica minor. Die Kathedrale befindet sich im historischen Stadtzentrum und wurde mit diesem zum UNESCO-Weltkulturerbe erklärt. Ihre Hauptfassade gilt als eins der herausragendsten Beispiele barocker Architektur in Mexiko, der Innenraum ist klassizistisch geprägt.

## Geschichte
Die erste Pfarrkirche der Stadt wurde hier 1568 erbaut. Anschließend wurde anstelle dieser kleinen Kirche eine größere ab 1612 errichtet, die 1625 geweiht wurde. Mit dem Wachstum der Stadt und dem steigenden Wohlstand wurde eine gänzlich neue Kirche geplant und die alte abgerissen. 1718 erfolgte die Grundsteinlegung des Neubaus. Die Kirche konnte 1752 gesegnet und 1841 geweiht werden. Der Bau wurde erst 1904 abgeschlossen, als die Fassade und der Nordturm fertiggestellt wurden, letzterer wurde vom Baumeister Dámaso Muñetón errichtet. Mit der Schaffung des Bistums 1862 erhob Papst Pius IX. die Kirche in den Rang einer Kathedrale. 1935 wurde die Kirche zum Denkmal erklärt. Papst Johannes XXIII. verlieh der Kathedrale 1959 zusätzlich den Titel einer Basilica minor. 1993 wurde sie als Teil der Altstadt zum Weltkulturerbe ernannt.

## Architektur

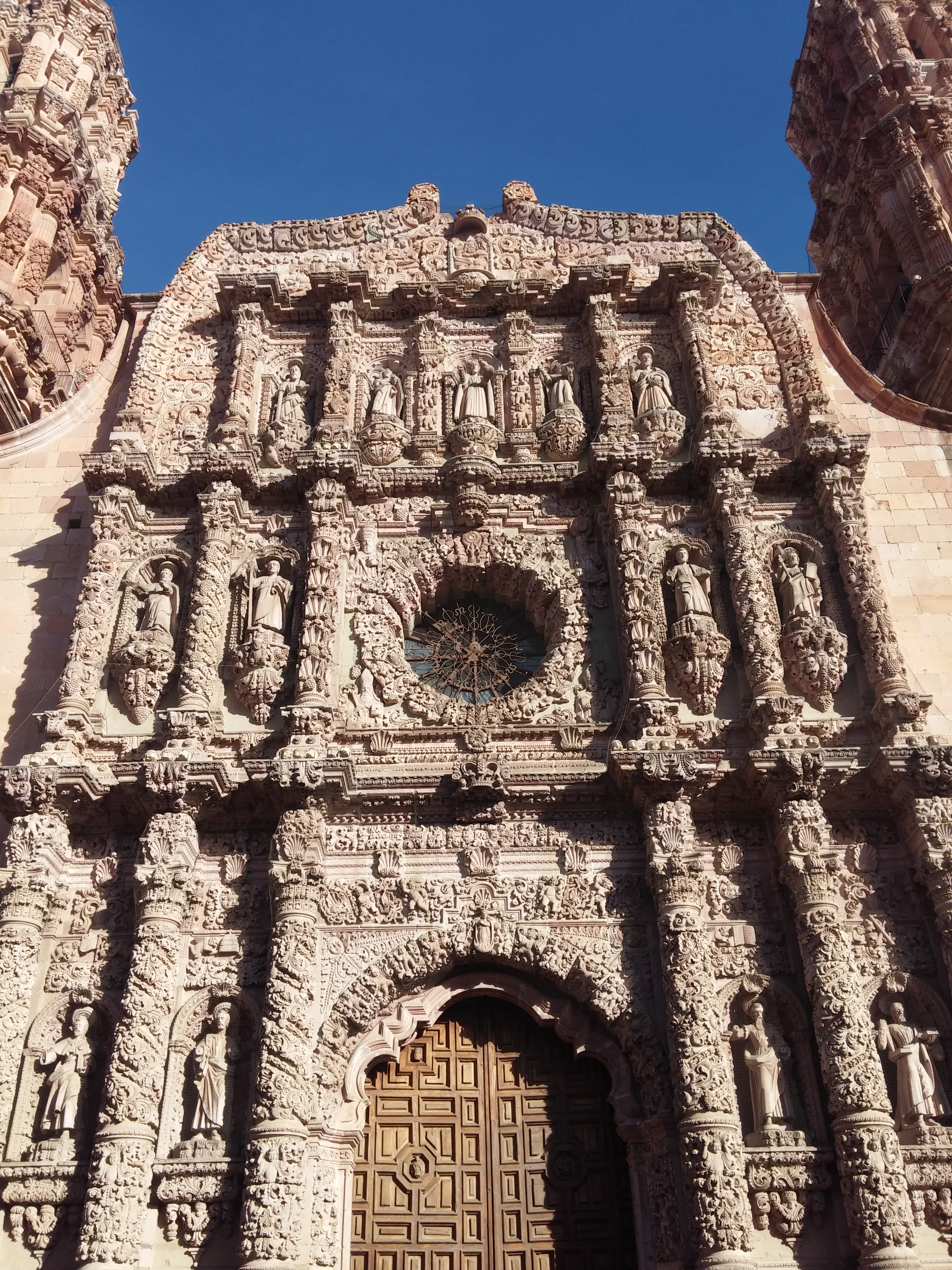
Die Fassade im mexikanischen Barock

Das Äußere des Gebäudes ist mit rosafarbenem Stein verkleidet und in einer exotischen und typisch mexikanischen Mischung aus Churriguera-Barock mit indigenen Elementen gestaltet. Die Hauptfassade besteht aus drei Körpern. Der Mittelteil ist reich verziert, die Untergeschosse der seitlichen Kirchtürme sind schlicht, ihre oberen Etagen wiederum sehr ausgearbeitet. Der Mittelteil wird durchgängig durch äußere Säulen eingerahmt und besitzt drei Etagen. Der Eingangsbogen des Portals ist mit Engeln und verschiedenen floralen Motiven verziert, zwischen Weinreben und Muscheln befinden sich Nischen mit Skulpturen der Apostel Jakob, Petrus, Paulus und Andreas. In der zweiten Ebene umranken die komplexen Ornamente aus Pflanzenmotiven und Engeln das mittlere Rundfenster und die Figuren der vier Kirchenlehrer der lateinischen Kirche mit ihren jeweiligen Eigenschaften: St. Gregor der Große, St. Hieronymus, St. Augustinus von Hippo und St. Ambrosius von Mailand. Die niedrigere dritte Etage wird durch barocke Pilaster mit Engelsfiguren gegliedert. In den dazwischenliegenden Nischen stehen fünf Skulpturen: Vier Apostel um die zentrale Figur Jesu Christi. Im Giebel darüber eine Darstellung des ewigen Vaters.
Die dreischiffige Basilika hat einen rechteckigen Grundriss, die Querschiffe bilden mit dem Mittelschiff ein lateinisches Kreuz. Die ursprüngliche Vierungskuppel wurde in der Art der Loretokirche in Mexiko-Stadt ersetzt. Die Kuppel ist achteckig, auf ihrer Laterne steht ein schmiedeeisernes Kreuz.

## Innenraum

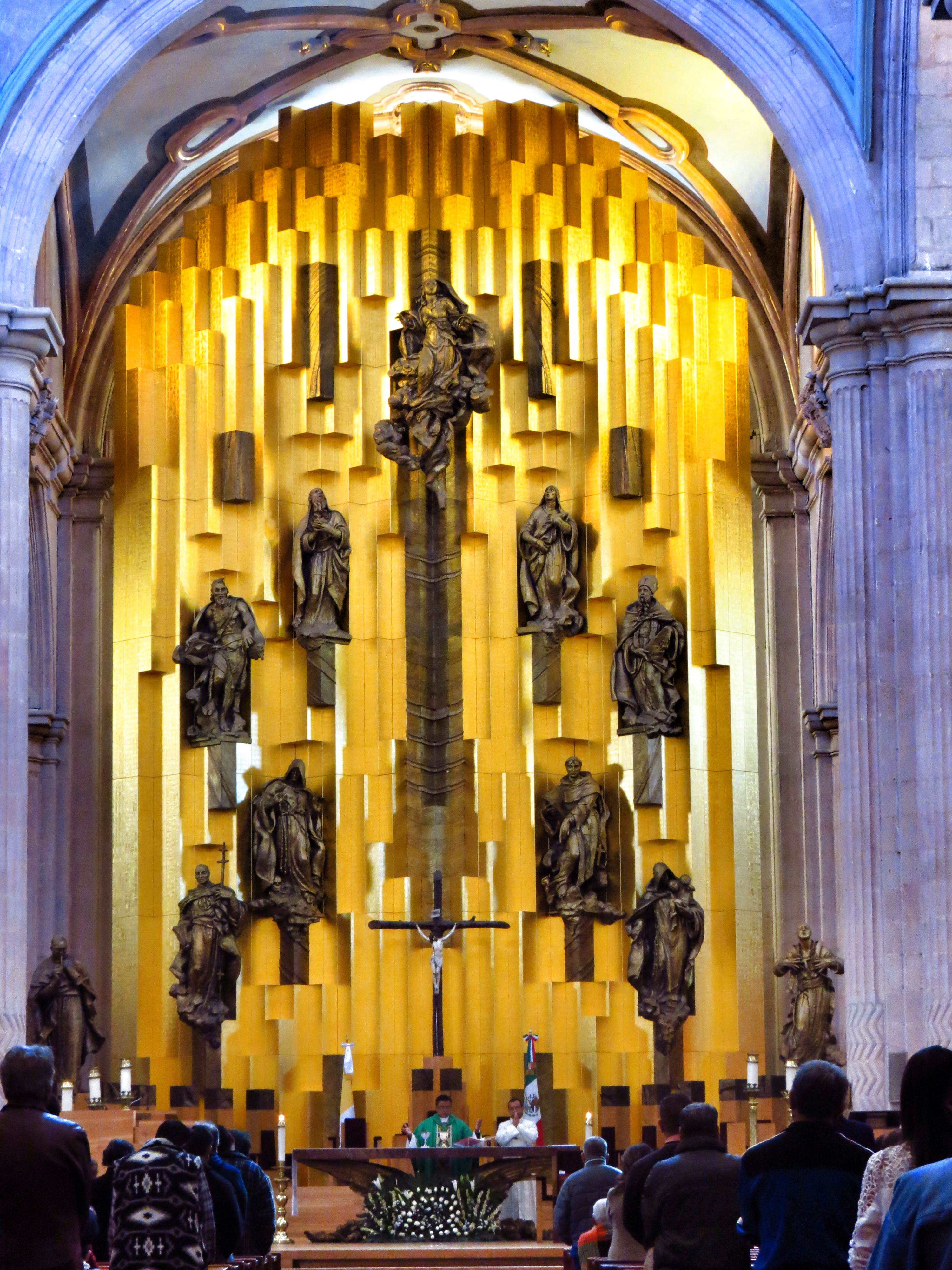
Der moderne Hauptaltar

Das Innere der Kathedrale wurde im strengeren klassizistischen Stil gestaltet und bildet damit einen deutlichen Gegensatz zur Fassade. Dies zeigt sich an den großen dorischen Säulen und klassizistischen Seitenaltären. Der Hauptaltar des Künstlers Javier Marín aus Michoacan ist 24-karätig mit 25 Kilogramm Gold aus Mazapil vergoldet. Er ist 17 Meter hoch und zehn Meter breit und wiegt etwa 20 Tonnen. Das Retabel besteht aus finnischer Birke, und ist senkrecht verlaufenden Prismenleisten  aufgebaut, die bis ins Gewölbe der Apsis reichen, und in deren Nischen die Heiligenstatuen präsentiert werden. Ganz oben befindet sich eine Darstellung der Himmelfahrt Mariä, der die Kathedrale geweiht ist. Auf beiden Seiten stehen die Eltern der Jungfrau, Anna und Joachim, darunter weitere acht Heilige. Das bronzene Kreuz ist 4,2 Meter hoch und zwei Meter breit.

Andere Ansichten der Kathedrale von Zacatecas
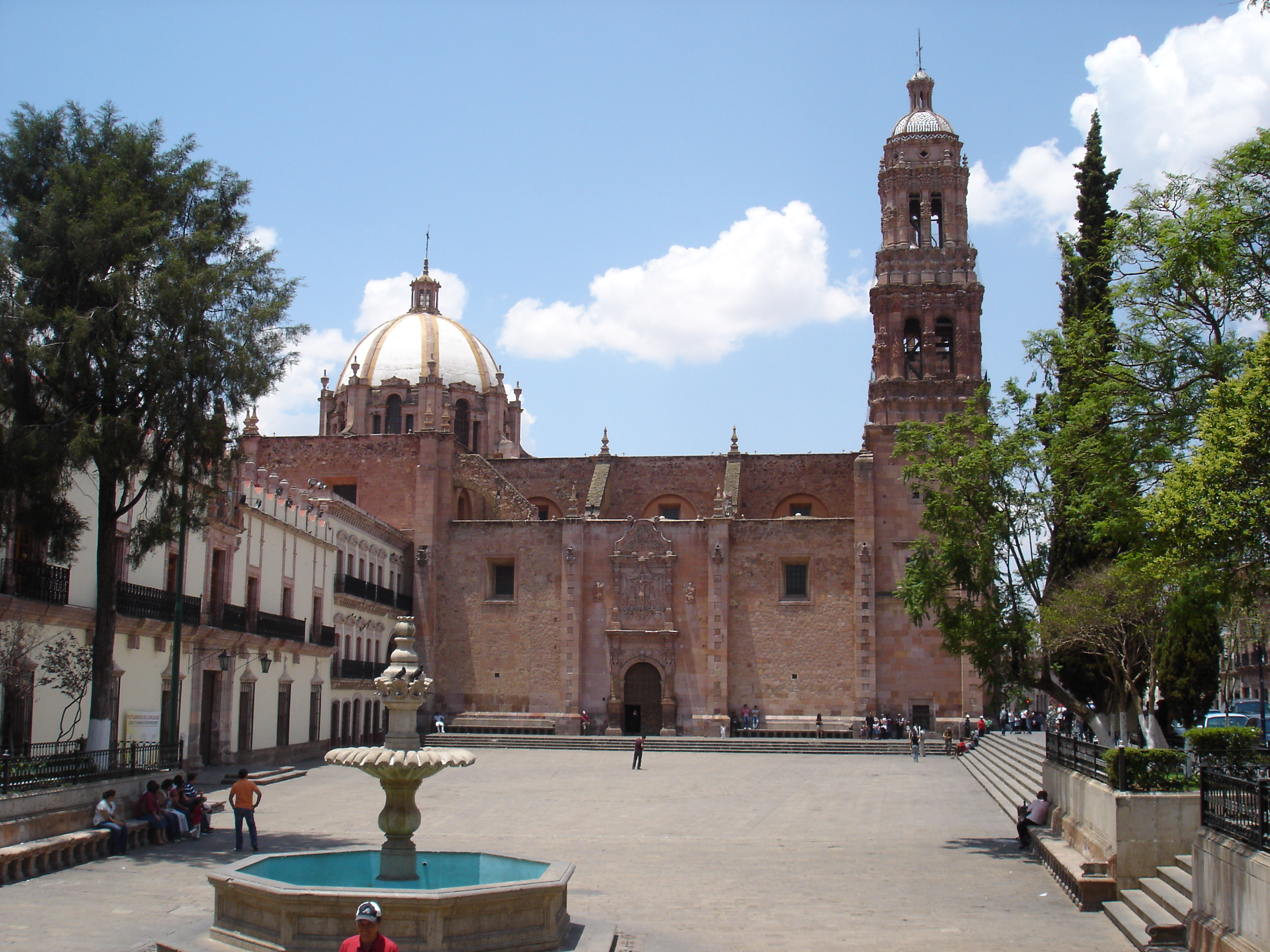
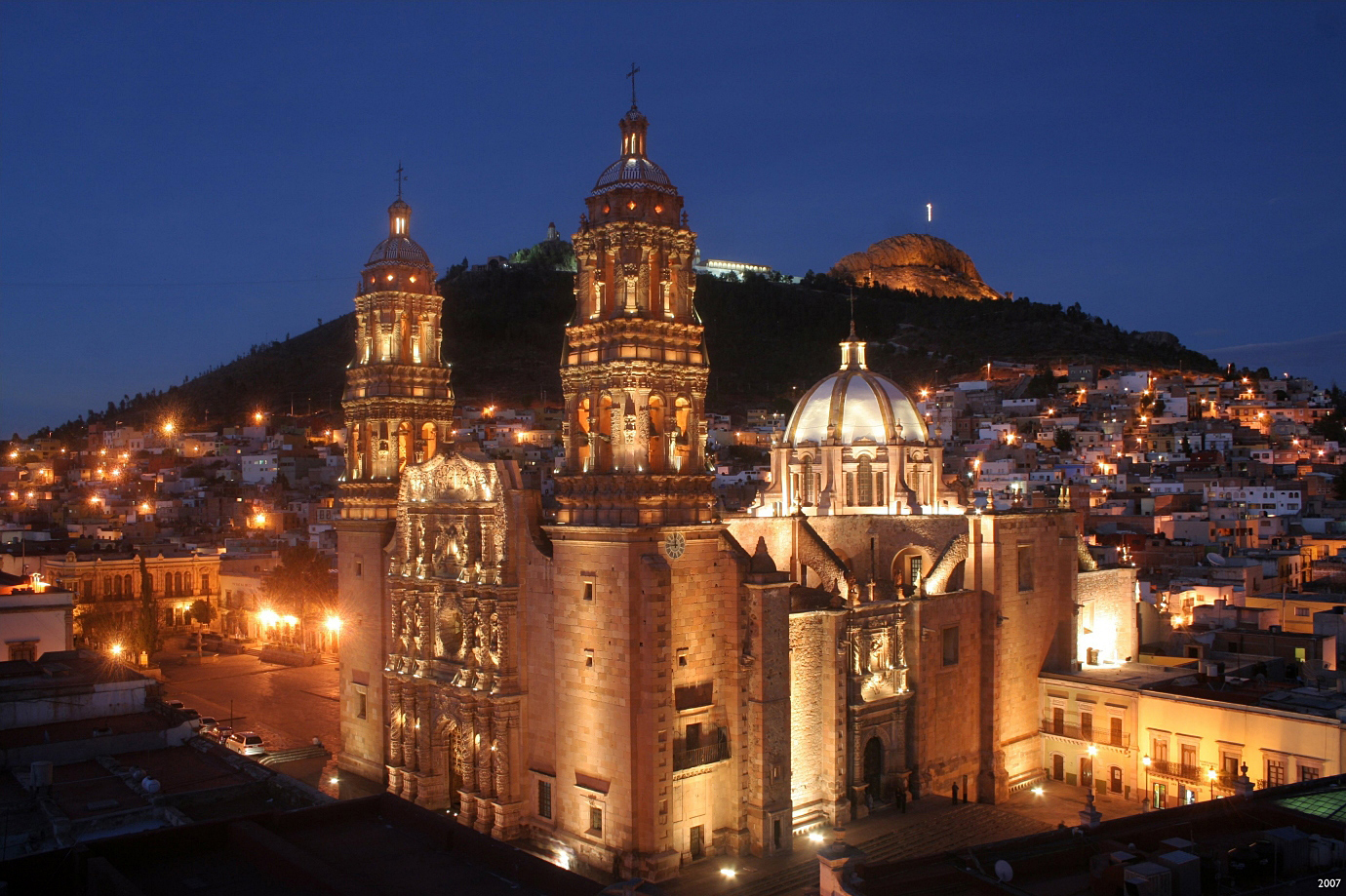